# Fxck Up the World
"Fxck Up the World" (também intitulada "FUTW") é uma música da rapper e cantora tailandesa Lisa, com participação do rapper americano Future. Foi lançada através da Lloud e RCA Records em 28 de fevereiro de 2025, como o quinto single do álbum de estúdio de estreia de Lisa, Alter Ego (2025). Uma versão solo, chama "Vixi Solo Version", sem Future, também foi incluída no álbum e recebeu um videoclipe dirigido por Christian Breslauer.

## Antecedentes e lançamento
Após deixar sua gravadora YG Entertainment para seguir carreira solo, Lisa fundou sua própria empresa de gerenciamento artístico chamada Lloud em fevereiro de 2024. Em seguida, assinou contrato com a RCA Records em abril de 2024 para lançar sua música solo em parceria com a Lloud. Entre junho de 2024 e fevereiro de 2025, Lisa lançou "Rockstar", "New Woman", "Moonlit Floor (Kiss Me)" e "Born Again" como os primeiros quatro singles de seu álbum de estreia, por meio da Lloud e RCA Records. Em 19 de novembro de 2024, ela revelou o título do álbum Alter Ego e sua data de lançamento para 28 de fevereiro de 2025.
A revelação veio acompanhada de um trailer do álbum, onde Lisa interpreta cinco alter egos diferentes, com trechos de músicas inéditas tocando para cada personagem. A última personagem aparece caminhando por uma passarela vermelha vulcânica ao som de uma faixa ainda não lançada. Lisa revelou o nome do alter ego, Vixi, e sua descrição em 12 de fevereiro de 2025, afirmando que sua música se chama "Fxck Up the World". Em 21 de fevereiro de 2025, Lisa postou um vídeo revelando a tracklist do álbum, onde aparece sentada junto de suas diferentes personalidades ao som de um trecho da música.
A tracklist confirmou "Fxck Up the World", com participação do rapper americano Future, como a sexta faixa do álbum. Já a "Vixi Solo Version" da música, sem Future, foi incluída como a 14ª faixa. "Fxck Up the World" foi lançada como o quinto single e faixa-título de Alter Ego junto com o álbum em 28 de fevereiro de 2025.

## Composição e letras
"Fxck Up the World" apresenta aos ouvintes a alter ego de Lisa, Vixi, descrita como "fieramente independente e imprevisível", e que é "aquela que todos adoram chamar de 'a vilã'". A faixa é um "hino ousado e declarativo" que promete "causar impacto e garantir que Lisa receba a atenção que sente que merece". Produzida por ATL Jacob, é uma canção de "forte influência hip-hop" com uma batida "inspirada no trap". Lisa rima ao lado de um verso convidado de Future, com o refrão sendo um canto repetido de "Let’s fuck up the world!" ("Vamos f*der o mundo!").

## Recepção crítica
Crystal Bell, da NME, elogiou "Fxck Up the World" como "grande, ousada e inegavelmente provocante" e destacou que Lisa soa "completamente em seu elemento", entregando suas linhas com "confiança estilosa e mordaz". No entanto, apesar da "energia turbulenta" da faixa, Bell criticou a letra por parecer um vago "discurso corporativo" e o verso de Future por ser "descartável". Por outro lado, Shaad D'Souza, do The Guardian, afirmou que Future "arrasa em seu verso convidado" com sua abordagem "rugida e gutural" e que a música parecia "feita para tocar no trailer de um filme de ação mainstream".
Escrevendo para a Billboard Philippines, Gabriel Saulog descreveu a canção como o "momento de overdrive" do álbum Alter Ego e a "faixa mais sombria e ousada" de Lisa até então, com potencial para se tornar um dos maiores sucessos do disco. Ele elogiou a produção de ATL Jacob e a participação de Future por adicionarem "muita intensidade" ao som esperado de Lisa.
Da mesma forma, Benjamin Lassy, do The Daily Campus, considerou que essa é a faixa em que o álbum "entra em ação" e exaltou seu "baixo pulsante e a performance vocal excepcional de Lisa", destacando que ela "leva essa música a um nível que poucos vocalistas conseguiriam alcançar". Maura Johnston, da Rolling Stone, descreveu a música como "barulhenta", enquanto Elise Ryan, da Associated Press, afirmou que era "rápida e agressiva", transmitindo uma "mensagem empoderadora" semelhante aos sucessos do Blackpink.

## Videoclipe
Um videoclipe acompanhando a "Vixi Solo Version" da música foi dirigido por Christian Breslauer e carregado no canal de Lloud no YouTube simultaneamente ao lançamento do single. Antes do lançamento, Lisa divulgou um teaser em 27 de fevereiro, no qual aparecia em uma sala acolchoada, exibindo um sorriso sinistro. No videoclipe, Lisa interpreta sua alter ego Vixi, aparentemente inspirada na personagem Harley Quinn da DC Comics. Vixi está presa em uma cela de uma instituição psiquiátrica antes de escapar e causar um tumulto pela cidade durante uma noite repleta de videogames, dança e passeios de carro. O vídeo também apresenta vislumbres animados de outras alter egos de Lisa.

## Equipe
- Lisa – vocais, compositora
- Future – vocais em destaque, compositora (versão com o Future)
- ATL Jacob – compositor, produtor
- FnZ – produtor
  - Michael Mule – compositor
  - Isaac De Boni – compositor
- Derrick Miller – compositor
- Nija Charles – compositor
- Jaeyoung Lee – compositor, vocais de gangue
- Hendrix Smoke – produtor
- JJ Joe – vocais de gangue
- Alice Kang – vocais de gangue
- Chase Johnson – vocais de gangue
- Tonianne Tartaro – vocais de gangue
- Chloe Weise Donovan – vocais de gangue
- Kuk Harrell – produtor vocal, vocais de gangue
- Jelli Dorman – engenheiro vocal
- Miguel "Wav Surgeon" Correa – engenheiro vocal (versão com o Future)
- Chad "KM" Kitchens – engenheiro adicional
- Patrizio “Teezio” Pigliapoco – engenheiro de mixagem
- Ignacio Portales – assistente de mixagem
- Federico Giordano – assistente de mixagem
- Randy Merrill – engenheiro de masterização

## Desempenho nas tabelas musicais
| Parada musical (2025)                           | Posição máxima |
| ----------------------------------------------- | -------------- |
| Mundo (Billboard Global 200)                    | 25             |
| Malásia (IFPI)                                  | 18             |
| Nova Zelândia (Hot Singles / RMNZ)              | 4              |
| Singapura (RIAS)                                | 12             |
| Coreia do Sul (Circle)                          | 62             |
| Tailândia (IFPI)                                | 2              |
| Reino Unido (Singles Downloads Chart)           | 96             |
| Estados Unidos (Bubbling Under Hot 100 Singles) | 6              |
| Estados Unidos (Billboard R&B/Hip-Hop Songs)    | 36             |

## Histórico de lançamento
| Região | Data                    | Formato                    | Gravadora | Ref.  |
| ------ | ----------------------- | -------------------------- | --------- | ----- |
| Mundo  | 28 de fevereiro de 2025 | Download digital streaming | Lloud RCA | [ 9 ] |